# Johan Possieth
Johan Possieth, född den 31 december 1667 i Säbende, Söderby-Karls socken, Uppland, av vallonsläkt, död den 27 juli 1728 i Stockholm, var en svensk predikant och vitter författare.

## Biografi
Johan Possieth var son till bokhållaren Johan Possieth och Katarina Bergman. Han blev 1697 filosofie magister i Uppsala, 1698 docent och prästvigd. 1700 kallades han till huspredikant hos kungliga rådet greve Wrede. Han väckte snart uppseende i huvudstaden genom sina predikogåvor samt blev 1705 regementspastor, 1709 e.o. och 1711 ordinarie hovpredikant och 1722 kyrkoherde i Riddarholmen och Bromma. 
Utom en mängd likpredikningar utgav Possieth åtskilliga andaktsskrifter, kväden på latin och svenska med mera samt efterlämnade i handskrift "Gråmunkeholm" (en beskrivning av Riddarholmen) och över 2 000 predikningar. I sitt testamente ihågkom han Stockholms och Roslags nationer i Uppsala med en gåva av 70 000 daler kopparmynt, av vilken räntorna fortfarande utgår till stipendier.
Possieth var riksdagsman 1723.

## Psalmer
- Ett, Jesus, än påminner jag